# Steve Jones (hudebník)
Stephen Philip "Steve" Jones (* 3. září 1955, Shepherds Bush, Londýn, Anglie) je anglický rockový kytarista, zpěvák a herec, jeden ze zakládajících členů punk rockové skupiny Sex Pistols. Později byl spolu s bubeníkem této skupiny Paulem Cookem členem kapely The Professionals. Dále byl členem superskupiny Chequered Past a vydal rovněž dvě sólová alba.